# Озеро Смерті
О́зеро Сме́рті (лат. Lacus Mortis) — місячне море, розташоване в північно-східній частині видимої сторони Місяця і сформоване з базальтової лави. Селенографічні координати об'єкта — 45°00′ пн. ш. 27°12′ сх. д. / 45° пн. ш. 27.2° сх. д., діаметр становить 171 км.
Лежить на південь від протяжного Моря Холоду, від якого відділено вузькою смужкою ґрунту. На схід від «Озера Смерті» розташований кратер Бюрги, на заході — велика мережа переплетених борозен під загальною назвою борозни Бюрги, на півдні — Озеро Сновидінь.